# Western Union Telegraph Building
Le Western Union Telegraph Building était un bâtiment situé sur Dey Street (en) et Broadway dans le quartier financier de Manhattan à New York. Il fut achevé en 1875, rénové entre 1890 et 1892, et finalement détruit en 1914.
L'édifice, de style Second Empire français, comportait dix étages s'élevant à 70 mètres. La conception initiale est de l'architecte George B. Post, avec des modifications apportées par son collègue Henry Janeway Hardenbergh. Il s'agissait d'un des premiers gratte-ciel de New York.

## Histoire

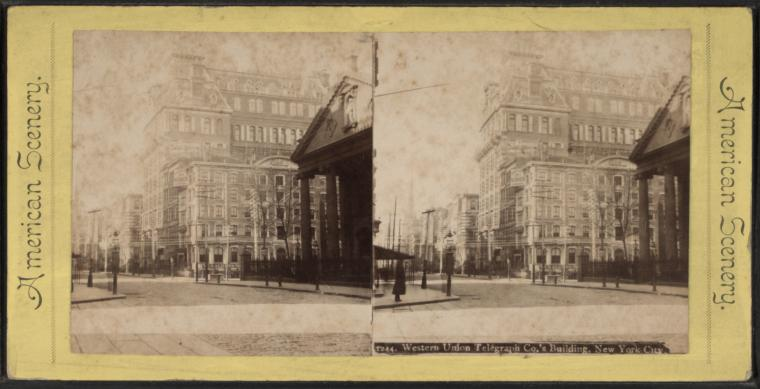
Vue du bâtiment depuis le nord, la chapelle Saint-Paul de Manhattan est à droite ; vue stéréoscopique, XIXe siècle, collection Robert N. Dennis.

Western Union entreprend de construire le bâtiment en 1872, manquant de place dans ses locaux de 145 Broadway. George B? Post remporte le concours d'architecture et le bâtiment est achevé en février 1875. Au moment de son achèvement, c'est l'une des structures les plus hautes de la ville de New York, derrière Trinity Church, le New York Tribune Building et les tours du pont de Brooklyn. La conception originale comprenait onze niveaux, rez-de-chaussée compris. Il était surmonté d'un toit mansardé de trois étages et une tour horloge à son sommet. L'intérieur comprenait le siège de la Western Union, une grande salle d'opération télégraphique et des bureaux loués de location.
Les cinq étages supérieurs sont détruits par un incendie en 1890, bien que la superstructure du rez-de-chaussée et des cinq étages inférieurs soient restée intacte. Hardenbergh conçoit une extension de quatre étages à toit plat, achevée en 1891. AT&T acquiert le Building et décide de réaménager le site en construisant à la place un bâtiment de 29 étage, le 195 Broadway, qui sera achevé en 1916. L'ancien bâtiment Western Union est démoli entre 1912 et 1914, bien que Western Union ait continué à occuper la structure de remplacement jusqu'en 1930.

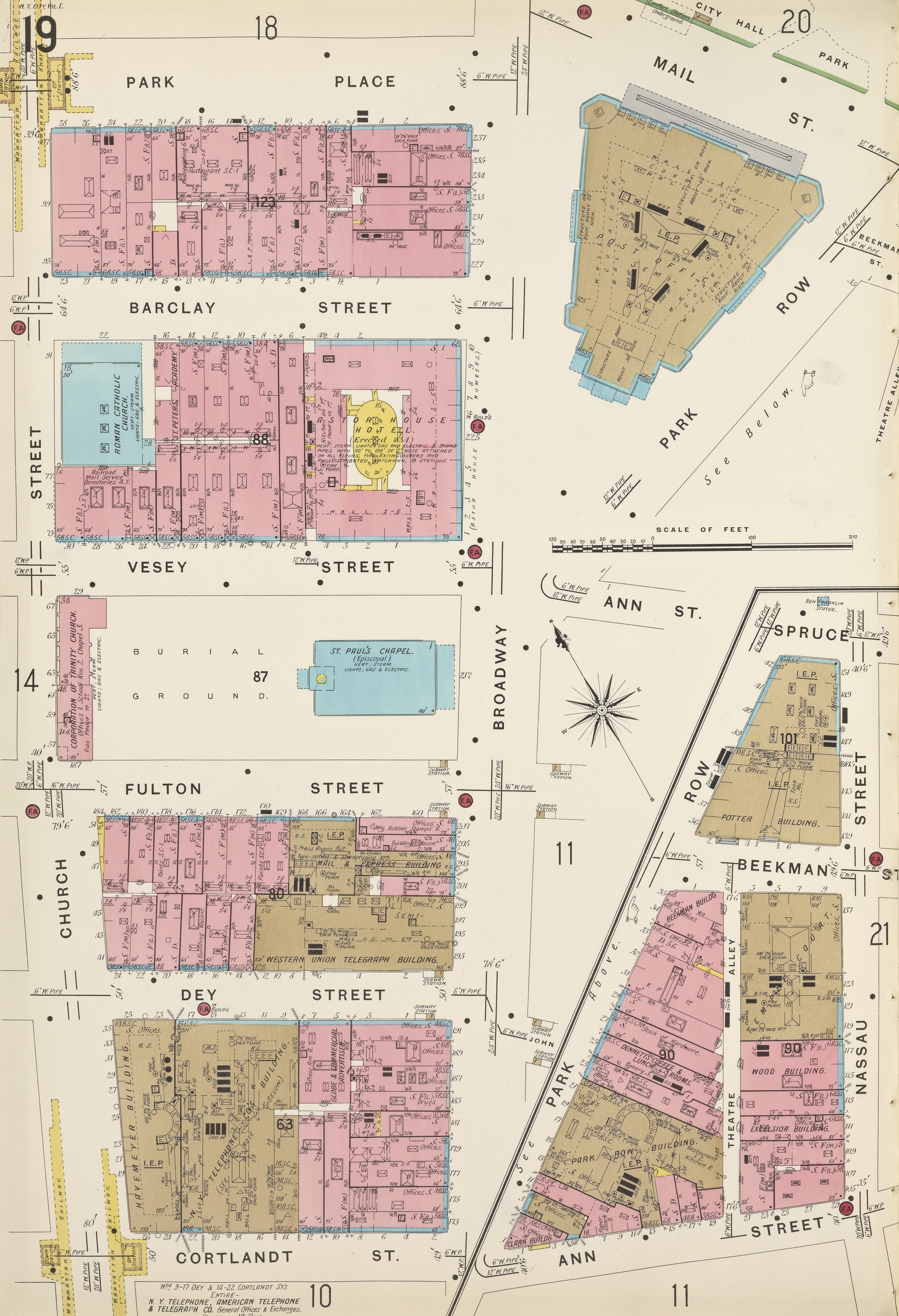
Plan du site en  1905.
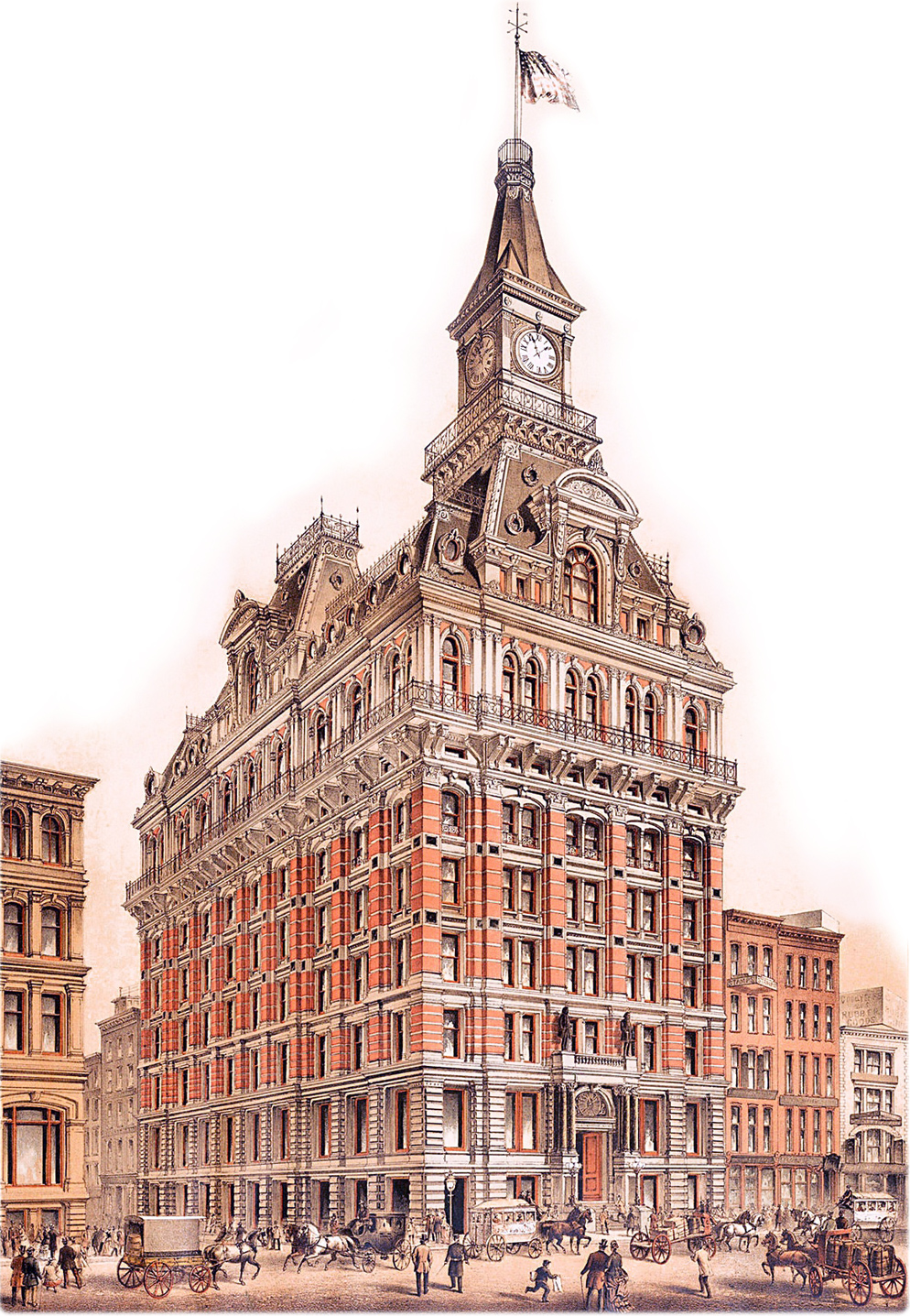
Lithographie de 1875, à l'angle de Dey Street et Broadway;
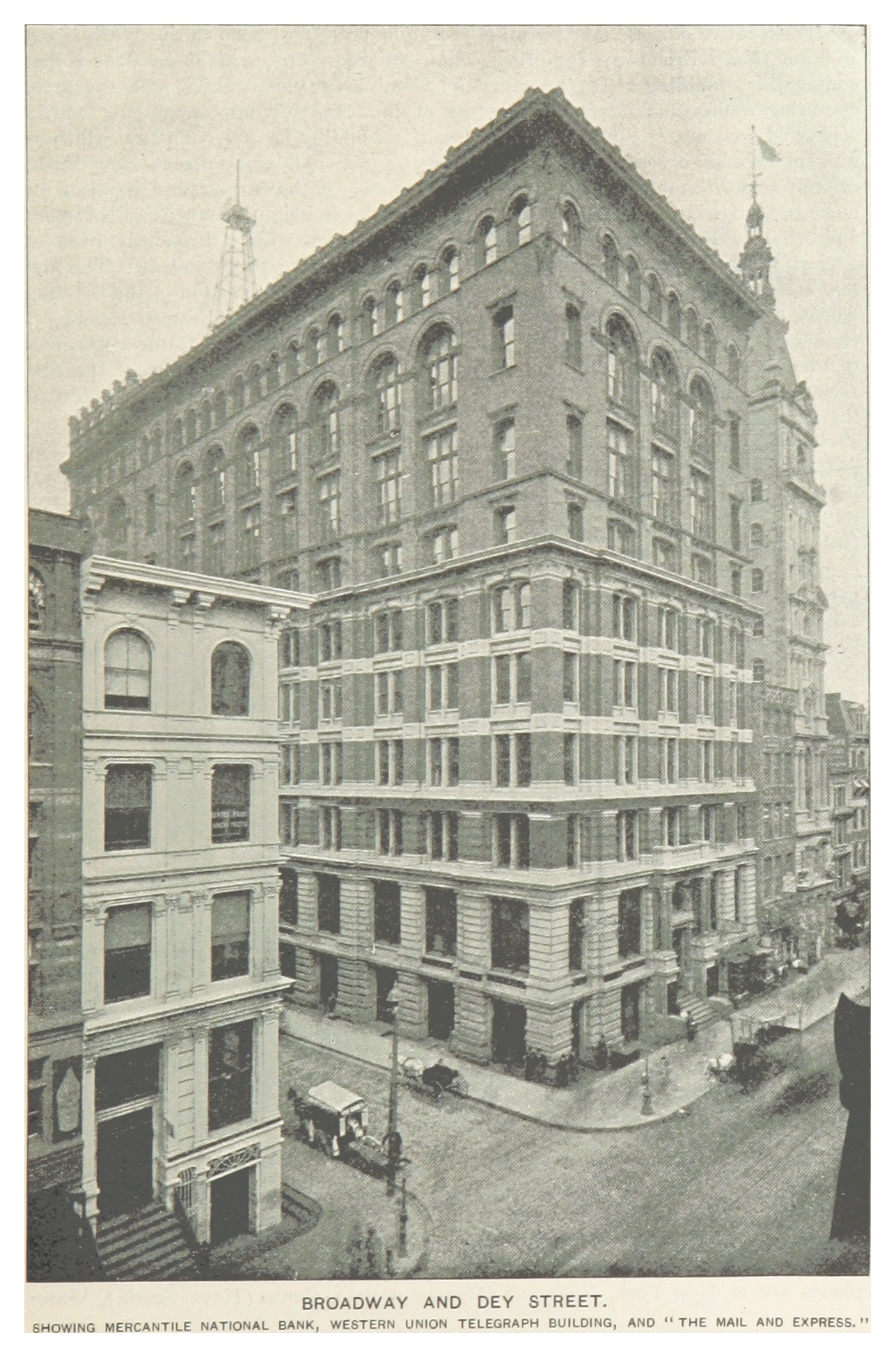
En 1892, après reconstruction.
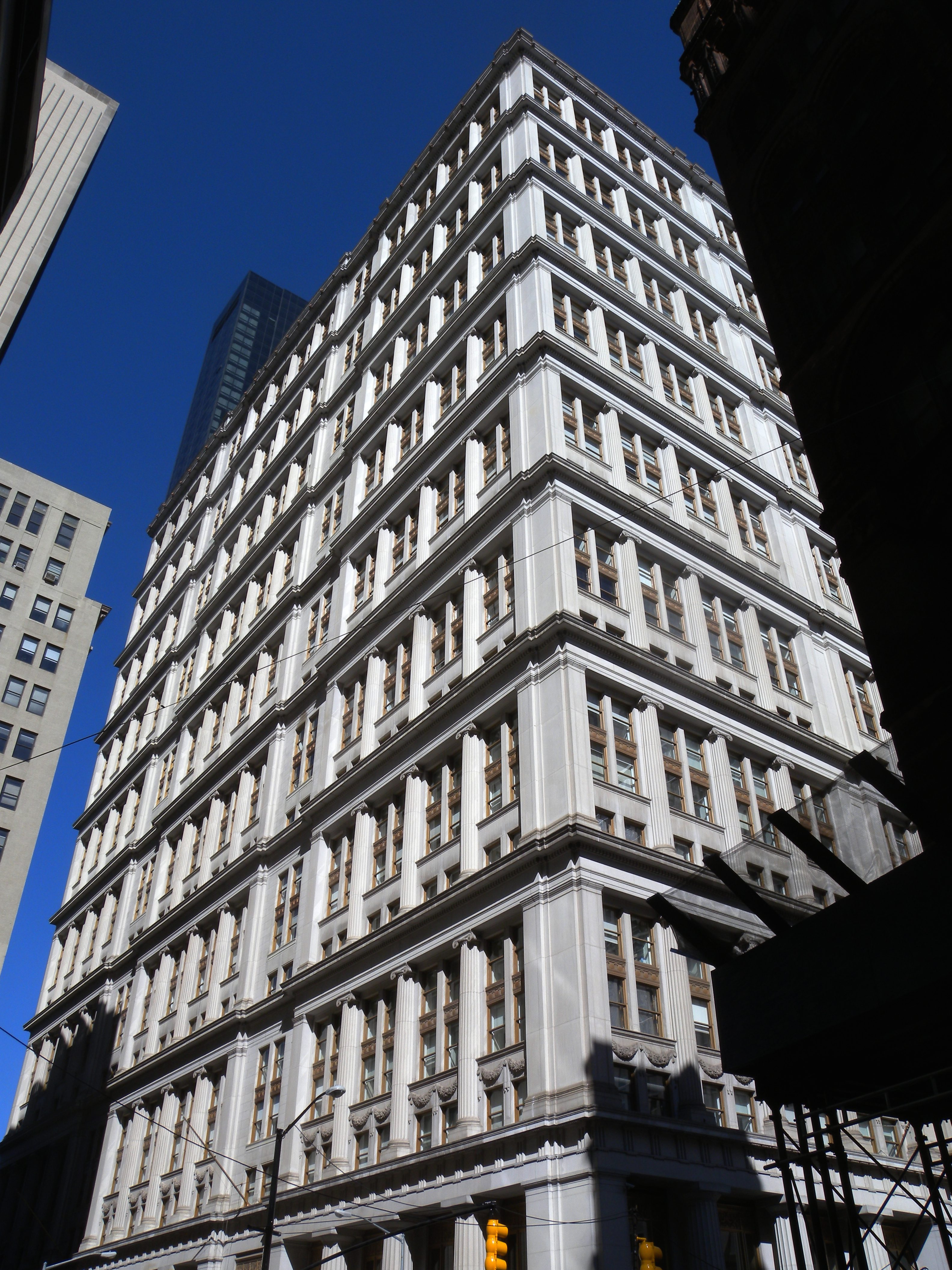
195 Broadway, construit en 1916.
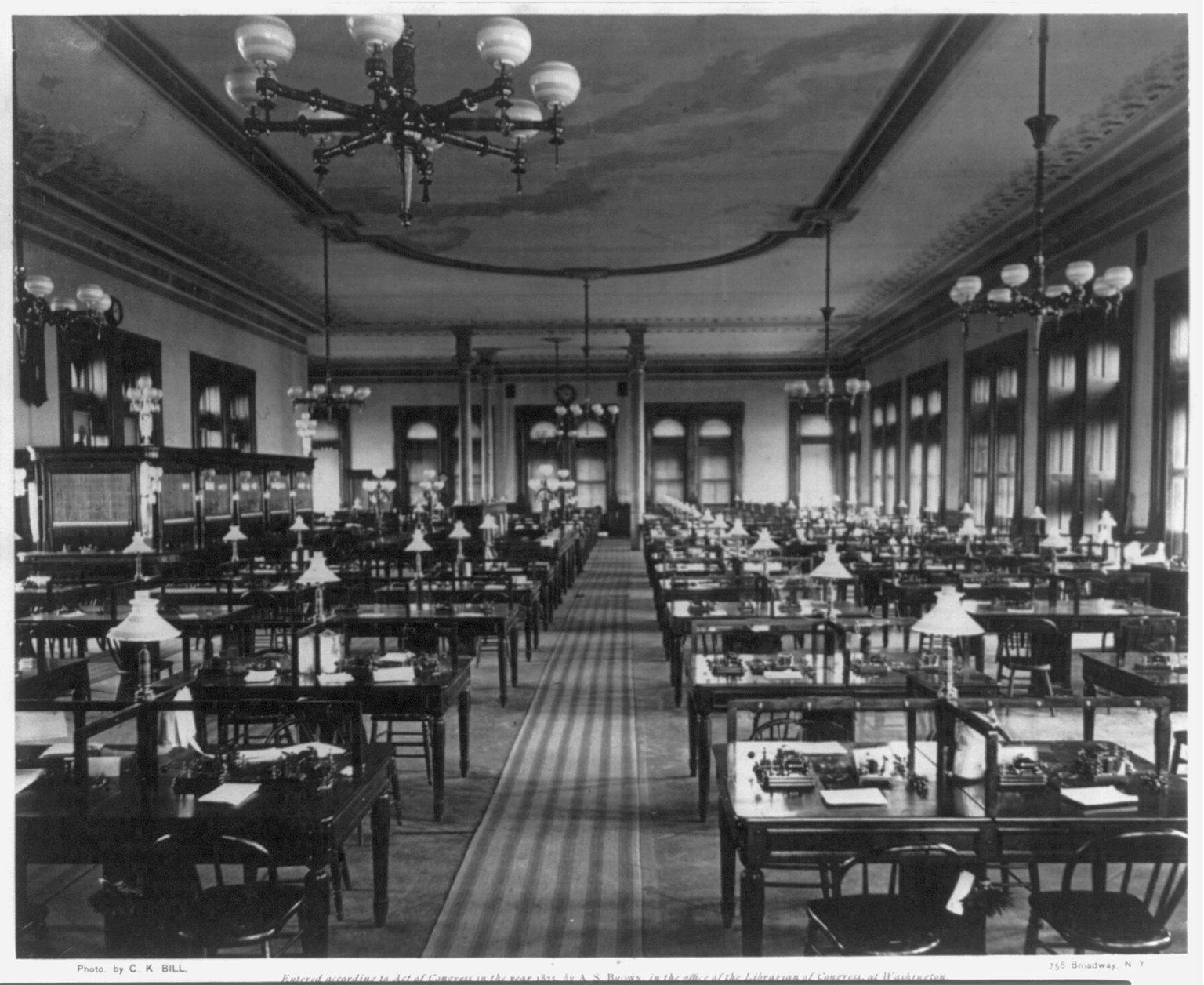
Bureaux du siège de la Western Union en 1875.